# Церква святого Олександра Невського (Юхимове, Знам'янський район)
Церква святого Олександра Невського — храм XVII ст., розташований у центрі старого села Юхимове.

## Історична довідка

### Це старовинна дерев'яна церква.
7 серпня 1997 року за розпорядженням голови Кіровоградської ОДА її було визнано пам'яткою архітектури і занесено до відповідного реєстру. Побудована церква у XVII ст. на прохання громади християн- розкольників, які відправили делегацію села до Москви. Імператриця Катерина ІІ дала згоду і надіслала до Юхимове бригаду теслярів, які за півроку побудували дерев'яну церкву без жодного цвяха.
Спочатку церква мала купол і дзвіницю, але у 1933 році, під час голодомору, її було зачинено, купол зруйновано, а дзвони реалізували як метал. Через 10 років церкву було знову відкрито, але у 1958 році влада переобладнала її під зерносховище.

### Відновлення церкви.
У квітні 1986 року сільська громада на чолі з уродженцем села, Петром Сергійовичем Гвоздиком, виступила за відновлення церкви. Було зібрано кошти на її реставрацію і відбудовано всією громадою села, а вівтар було споруджено майстрами із Чигирина.

## Сьогодення
12 жовтня 1987 року церкву було відкрито за участю єпископа Кіровоградського та Миколаївського Владики Севастьяна. Щорічно, 12 вересня, відзначається храмове свято. Це день перенесення мощей святого преподобного князя Олександра Нєвського.
|  | «Існує таке повір’я: чим давніша церква, тим вона краще намолена.» |